# Río Ätran
El río Ätran es un río europeo que discurre por el sur de Suecia y desemboca en el Kattegat, en la costa occidental sueca. Su fuente está situada cerca de la localidad Gullered, Västra Götaland; sigue luego hasta Ulricehamn, Sexdrega, Svenljunga, Östra Frölunda y Ätran.
Su principal afluente es el río Högvadsån.
- Datos: Q258116
- Multimedia: Ätran / Q258116